# Mississippi Lake
Mississippi Lake är en sjö i Kanada.   Den ligger i countyt Lanark County och provinsen Ontario, i den sydöstra delen av landet, 50 km sydväst om huvudstaden Ottawa. Mississippi Lake ligger 133 meter över havet.
Omgivningarna runt Mississippi Lake är en mosaik av jordbruksmark och naturlig växtlighet. Runt Mississippi Lake är det ganska glesbefolkat, med 24 invånare per kvadratkilometer.